# Садовый (Астраханская область)
Садо́вый — посёлок в Приволжском районе Астраханской области, входит в состав Началовского сельсовета. Большую часть (77 %) населения составляют русские, проживают также казахи и астраханские татары.
| 2002 | 2010 |
| ---- | ---- |
| 419  | ↗513 |

## Физико-географическая характеристика
Посёлок расположено в центральной части Приволжского районе на берегу реки Болды. На западе граничит с Ленинским районом города Астрахани, расстояние до её центра составляет около 9 километров, до районного центра и центра сельского поселения села Началова — 5 километров.
Климат резко континентальный, с жарким и засушливым летом и бесснежной ветреной, иногда с большими холодами, зимой. Согласно классификации климатов Кёппена-Гейгера тип климата — семиаридный (индекс BSk).
Часовой пояс
Садовый, как и вся Астраханская область, находится в часовой зоне МСК+1. Смещение применяемого времени относительно UTC составляет +4:00.

## Транспорт
Посёлок был связан с Астраханью маршрутным такси № 24 (Посёлок Садовый — Центральный стадион) . В 2024 году в поселок пустили комфортабельные новые автобусы под номером 53.